# Albertville
Albertville je město (commune) na jihovýchodě Francie, v departementu Savojsko, v regionu Auvergne-Rhône-Alpes, na konci údolí Tarentaise. Leží v francouzských Alpách, v roce 1992 město hostilo XVI. zimní olympijské hry.

## Poloha a geografie
Albertville leží na řece Arly, na soutoku s řekou Isère. Jeho nadmořská výška je mezi 345 až 2,037m.
V okolí jsou hory: Belle Etoile, Dent de Conse, Négresse, Roche Pourrie, Mirantin, Pointe de la Grande Journée, a chaîne du Grand Arc.
Sousední obce: Venthon, Pallud, Mercury, Gilly-sur-Isère, Tournon, Monthion, Grignon a Tours-en-Savoie.

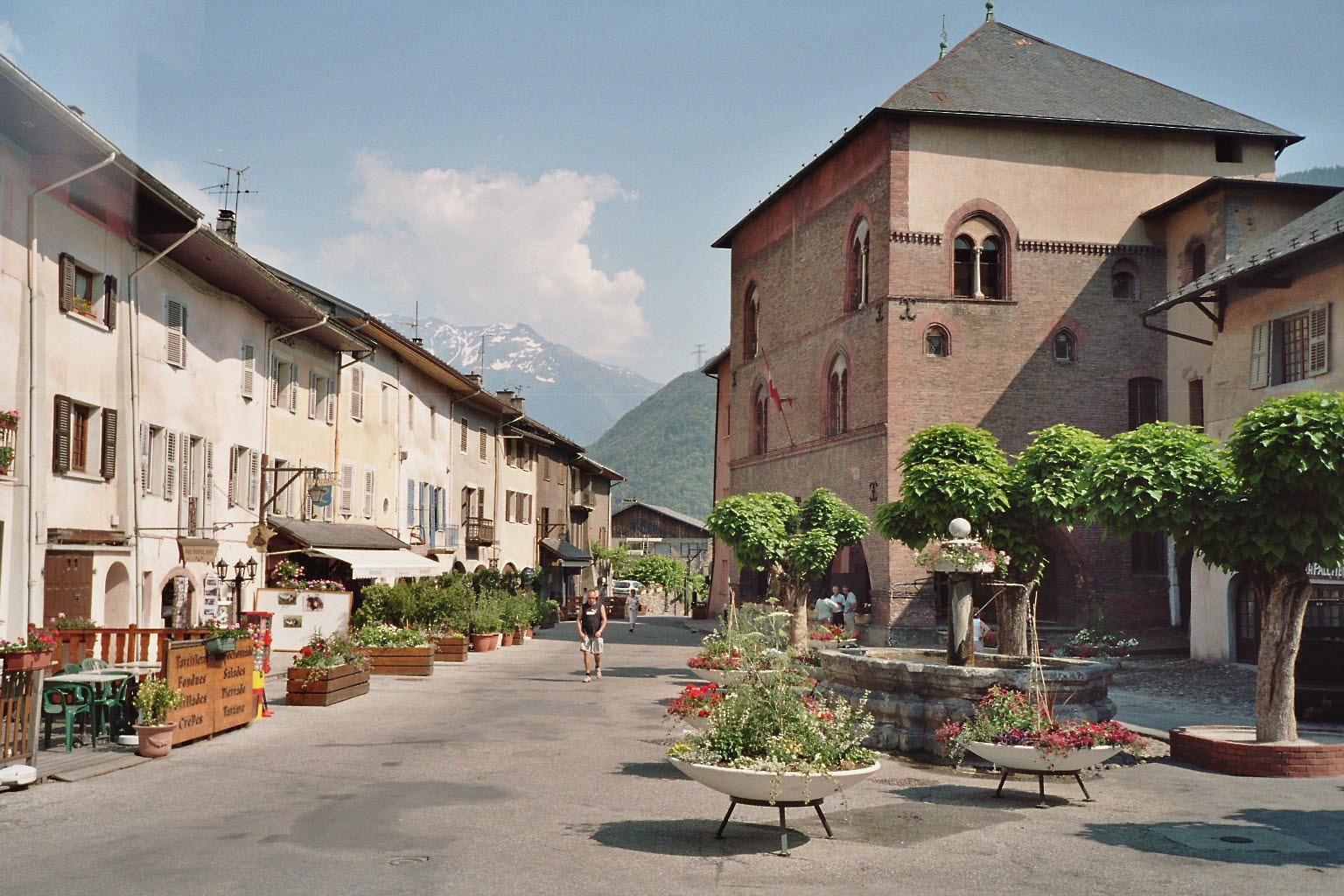
Albertville

## Historie
Albertville založil v roce 1836 sardinský král Karel Albert v údolí pod středověkým městečkem Conflans, které vzniklo ve
14. století a dochovalo se  zčásti včetně hradeb.
Albertville se stalo střediskem obchodu mezi Francií, Itálií, a Švýcarskem; v okolí města byly postaveny papírny a vodní elektrárny.
V roce 1992 se zde konaly XVI. zimní olympijské hry. Organizoval je celý savojský region, Albertville se stalo hostitelským městem. Byly vybudovány nové sportovní objekty a turistická infrastruktura.

## Vývoj počtu obyvatel
Počet obyvatel

## Partnerská města
- Aosta, Itálie
- Sainte-Adèle, Kanada
- Winnenden, Německo